# Rasa de la Serra (Odèn)
La Rasa de la Serra és un torrent afluent per lesquerra de la Rasa de les Planes que fa tot el seu cuts pel terme municipal d'Odèn. De direcció global cap a les 2 del rellotge, neix a 300 m. al nord-oest de Coll Pregon.

## Xarxa hidrogràfica
Aquest torrent no té cap afluent.